# Jean Augustin Daiwaille
Jean Augustin Daiwaille (Keulen, 6 augustus 1786 - Rotterdam, 11 april 1850) was een Nederlandse schilder en lithograaf.

## Leven en werk
Daiwaille werd geboren in Duitsland, maar verhuisde toen hij twee jaar was naar Nederland. Hij leerde in Amsterdam het schildersvak van Adriaan de Lelie. Van 1820 tot 1826 was hij directeur van de Koninklijke Akademie van Beeldende Kunsten in Amsterdam. Hij gaf les aan zijn kinderen Elise en Alexander en onder anderen Cornelis Kruseman, Abraham Hulk, Pieter Veldhuijzen en zijn latere schoonzoon Barend Cornelis Koekkoek. 
Begin jaren dertig had hij met oud-leerling Veldhuijzen een steendrukkerij in Amsterdam. Hij vestigde zich later in Rotterdam, waar hij op 63-jarige leeftijd overleed.